# Manolo Prieto

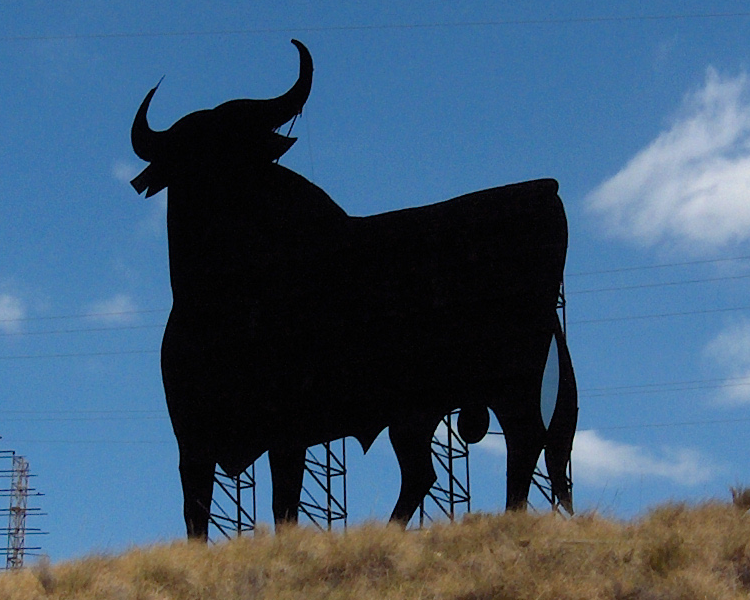
O Touro de Osborne, a obra máis conhecida de Manolo Prieto.

Manuel Prieto Benítez (Porto de Santa Maria, Cádiz, 16 de junho de 1912 - Madrid, 1991) foi um artista gráfico  espanhol de publicidade e de livros premiado internacionalmente. Formou-se com Emeterio Melendreras na revista que este dirigia, Arte comercial. Sua obra gráfica mais conhecida é a silhueta do Touro de Osborne (1956), originalmente um anúncio do Grupo Osborne mas que obteve tanto  sucesso que converteu-se em patrimônio cultural e artístico dos povos da Espanha conforme sentença judicial.